# Positive Mental Octopus
Positive Mental Octopus е видео компилация на американската рок група Ред Хот Чили Пепърс. Издадена е през 1991 и излиза единствено на VHS формат.